# Ichneumon fasciator
Ichneumon fasciator är en stekelart som beskrevs av Fabricius 1781. Ichneumon fasciator ingår i släktet Ichneumon och familjen brokparasitsteklar. Inga underarter finns listade i Catalogue of Life.